# Tränen der Sonne
Tränen der Sonne (Originaltitel Tears of the Sun) ist ein Kriegsfilm des Regisseurs Antoine Fuqua aus dem Jahr 2003 mit Bruce Willis in der Hauptrolle, der sich mit den Wirren des nigerianischen Bürgerkriegs auseinandersetzt.
Am 7. März 2003 kam Tränen der Sonne in den USA in die Kinos und am 28. August 2003 in Deutschland. Am 8. Januar 2004 erschien der Film auf Video und DVD.

## Handlung
Nach einem Putsch in Nigeria werden der gewählte Präsident und seine gesamte Familie ermordet. Muslime aus dem Norden des Landes führen ethnische Säuberungen an den Christen im Süden durch. Der amerikanische Lieutenant A. K. Waters soll daher mit seinen Navy SEALs die amerikanische Ärztin Dr. Lena Fiore Kendricks und ihre Mitarbeiter aus ihrem christlichen Flüchtlingslager evakuieren.
Als Waters vor Ort angekommen ist, besteht Dr. Kendricks darauf, dass auch die übrigen Flüchtlinge gerettet werden sollen, wenn sie sich den Soldaten anschließen. Der pflichtbewusste Lieutenant sieht ein, dass er seinen Auftrag nur erfüllen kann, indem er die Ärztin überzeugt und behauptet, dass er die einheimischen Flüchtlinge ebenfalls mitnimmt. Er führt die Gruppe zu seinem Hubschrauber-Abholpunkt, lässt die Afrikaner aber unter heftigen Protesten von Seiten der Ärztin zurück. Erst als der Hubschrauber die inzwischen von den Rebellen völlig zerstörte Mission Kendricks überfliegt, entschließt sich Waters spontan, doch umzukehren und zunächst die alten und schwachen Flüchtlinge in Sicherheit bringen zu lassen. Mehr Leute lassen sich mit den Helikoptern nicht transportieren, und so marschiert er mit seinen Männern, mit Kendricks und den Afrikanern durch den Dschungel, um sie nach Kamerun zu bringen, denn die angeforderte Evakuierung der restlichen Flüchtlinge wird von Waters’ Vorgesetzten nicht unterstützt.
Unterwegs werden Waters und seine Männer Zeugen eines brutalen Massakers in einem Dorf. Sie greifen ein, können aber nur wenige Dorfbewohner retten.
Per Satellitenüberwachung erfährt Waters, dass sein Kommando von einer großen Gruppe Rebellen verfolgt wird, was ihn angesichts der scheinbar geringen Bedeutung seiner Mission verwundert. Es stellt sich heraus, dass sich unter den Flüchtlingen sowohl ein Verräter befindet, der die Verfolger über die Bewegungen der Gruppe informiert hat, als auch der Sohn des ermordeten Präsidenten und damit der letzte überlebende Angehörige von dessen Familie. Diesen wollen die Verfolger töten. Es beginnt eine gnadenlose Jagd in Richtung kamerunischer Grenze, die am Ende und nach vielen Verlusten knapp erreicht wird. An der Grenze von Kamerun werden die Verfolger, die Waters Gruppe in ein verlustreiches Gefecht verwickelt haben, durch zwei Kampfflugzeuge, die vom Flugzeugträger vor der Küste gestartet sind, bombardiert. Die Flüchtlinge entkommen daraufhin über die Grenze, Kendricks, Waters und die Überlebenden seines Trupps werden mit Hubschraubern ausgeflogen.

## Hintergrund
- Der Filmtitel „Tränen der Sonne“ war ursprünglich als Untertitel des vierten Teils der Stirb-langsam-Reihe vorgesehen. Diesen Filmtitel durfte Bruce Willis jedoch erst für sein in Nigeria spielendes Flüchtlingsepos verwenden, nachdem er zum Dreh des vierten Stirb-langsam-Teils einwilligte.[5]
- Charles Ingram, der die Rolle des Navy-SEAL-Soldaten Demetrius „Silk“ Owens spielt, ist ein ehemaliger Force Recon Marine mit vierjähriger Kampferfahrung.
- Der Film wurde zum Großteil auf Hawaii gedreht.[6]

## Kritiken
Auf der Rezensionsseite Rotten Tomatoes wird der Film mit 33 % bewertet (d. h. 51 der 153 ausgewerteten Kritiken waren positiv). Als Urteil heißt es dort, der Film versuche bedeutungsvoll und „hochgeistig“ zu sein, sei aber im Endeffekt „nur ein stylischer Actionfilm“.
James Berardinelli schrieb auf movie-reviews.colossus.net, der Film sei kein „großer Film“, aber „zufriedenstellend“. Er verglich ihn mit den Filmen Platoon und Full Metal Jacket, was Filmkenner verwunderte, da sich diese Filme im Gegensatz zu Tränen der Sonne kritisch mit dem US-Militär auseinandersetzen.

„Ein auf ästhetisch hohem Niveau beeindruckend inszenierter, zugleich sehr harter Kriegsfilm. Er fällt vor allem dadurch unangenehm auf, dass seine propagandistische Botschaft, US-amerikanische Truppen müssten die Welt retten, allzu deutlich in den Vordergrund gerückt wird.“

## Nominierungen
Monica Bellucci wurde 2003 für den Teen Choice Award nominiert, Antoine Fuqua wurde 2004 für den Black Reel Award nominiert.

## Medien

### DVD
- Tränen der Sonne (2004)
- Tränen der Sonne (Director’s Extended Cut) (2005)

### Soundtrack
- Tränen der Sonne. Hans Zimmer, Varèse Sarabande/Colosseum 2003